# Список навигационных звёзд

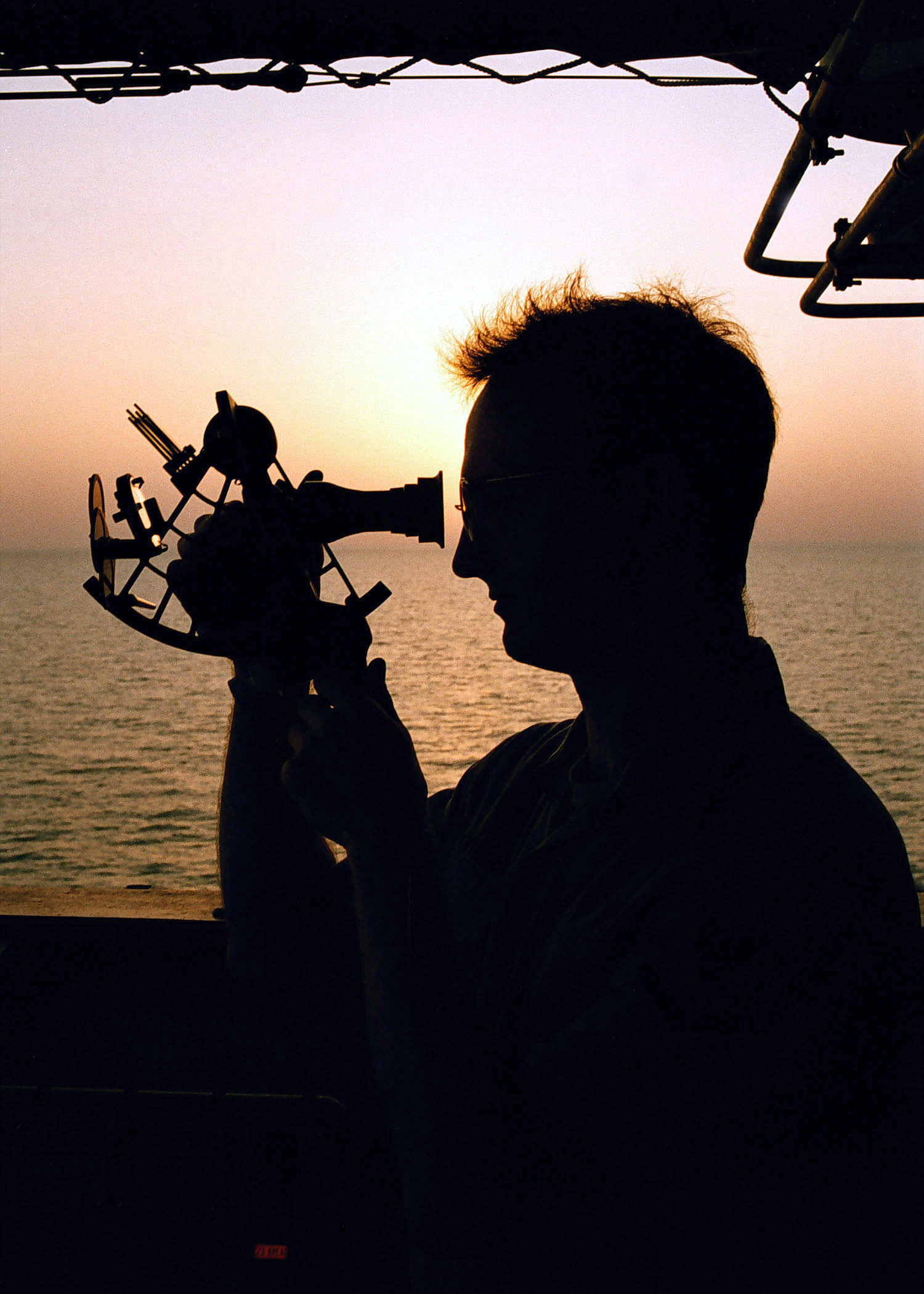
Пятьдесят восемь навигационных звёзд часто используются для наблюдения с секстантом

Пятьдесят восемь навигационных звёзд имеют особый статус в области астрономической навигации. Из приблизительно 6000 звёзд, видимых невооружённым глазом в оптимальных условиях, выбранные звёзды являются одними из самых ярких и охватывают 38 созвездий на небесной сфере, располагаясь в полосе от -70° до +89° склонения. Многие из навигационных звёзд получили названия в древности от вавилонян, греков, римлян и арабов.
Полярная звезда выделяется особо из-за её близости к северному полюсу мира. При навигации в Северном полушарии существуют специальные методы для определения географической широты местоположения наблюдателя и для определения величины поправки компаса по Полярной. Остальные 57 навигационных звёзд, занесённые в морские альманахи, позволяют штурману определять местоположение в любой точке Земли. Дополнительная группа из 115 «табличных звёзд» также может использоваться для астрономической навигации в условиях, когда основные труднодоступны для наблюдений.
Координаты звёзд, — склонение и прямое восхождение или звёздное дополнение, — с высокой точностью указываются в альманахах, в данной статье, для идентификации звёзд, эти величины округлены до ближайшего градуса. Помимо таблиц, используются звёздные атласы, которые помогают штурману в определении навигационных звёзд, показывают созвездия, их относительные позиции на небе и яркость.

## Обзор

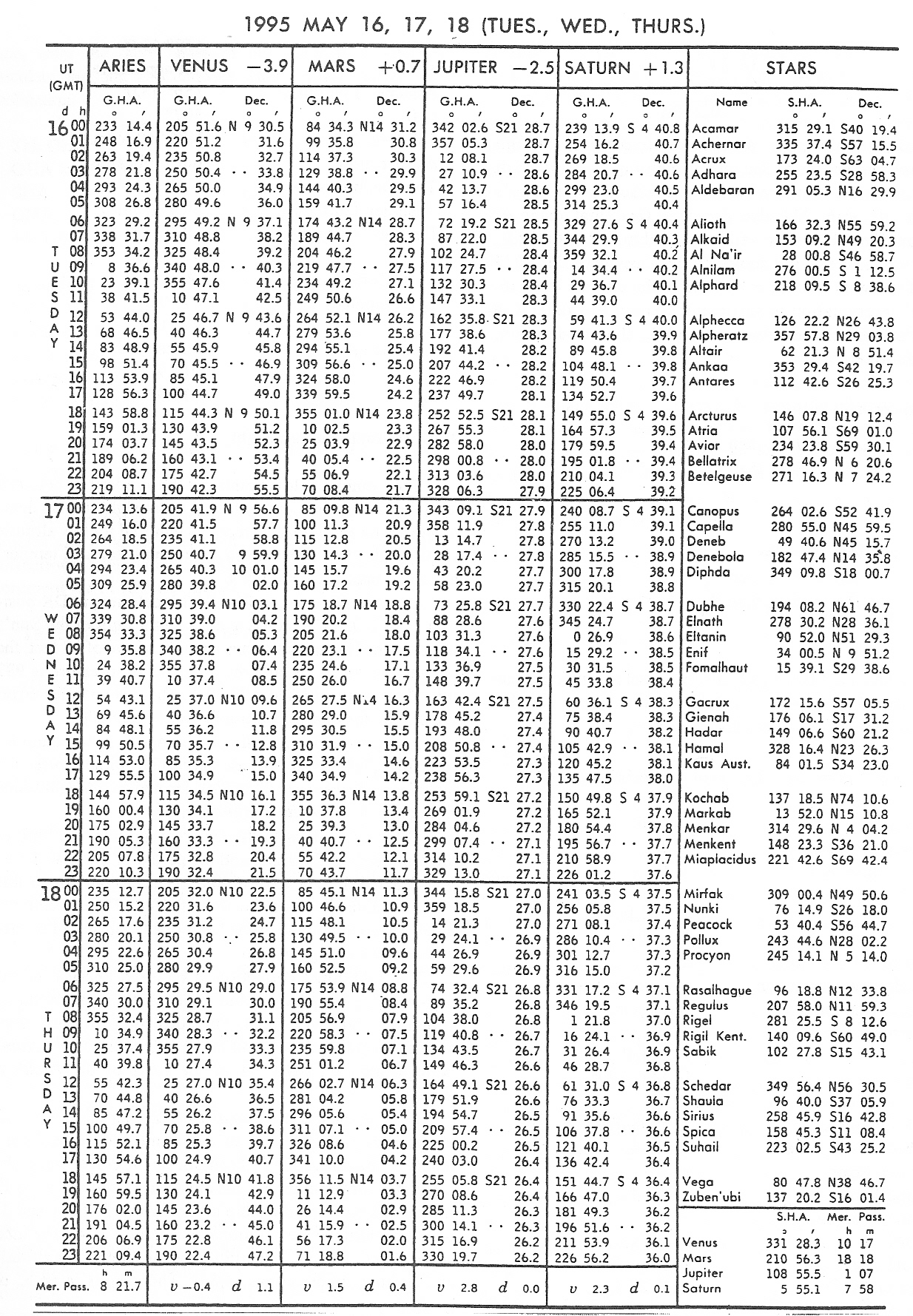
Навигационные звёзды (исключая Полярную) перечисленные в морском альманахе на странице за май 1995 год а

В оптимальных условиях около 6000 звёзд видны невооружённым глазом для наблюдателя на Земле. 58 из них известны в навигационной астрономии как «навигационные звёзды», в том числе 19 звёзд первой величины, 38 звёзд второй величины и Полярная. Выбор звёзд осуществляется Управлением Морского Альманаха и Военно-морской Обсерваторией США. Обе организации выпускают ежегодный Морской Альманах, который публикуют совместно с 1958 года. Критериями выбора звёзд являются их распределение по небесной сфере, яркость и лёгкость идентификации. Информация о дополнительных 115 звёздах, известных как «табличные звёзды», также доступна штурману. В данной статье представлена информация о названии, приблизительной позиции на небесной сфере и о видимой звёздной величине 58 навигационных звёзд в табличной форме и на звёздных картах.
Для целей навигации в России используются следующие 13 звёзд 
- Полярная;
- Арктур;
- Вега;
- Капелла;
- Поллукс;
- Альтаир;
- Регул;
- Альдебаран;
- Денеб;
- Бетельгейзе;
- Процион;
- Альферац;
- Алиот;

К этим звёздам добавляются ещё 5 звезд южного полушария неба: 
- Сириус, Ригель, Антарес, Спика, Фомальгаут

Чтобы безошибочно отыскать навигационную звезду, недостаточно знать, в каком созвездии она находится. В облачную погоду, например, наблюдается только часть звёзд.
При космических полётах существует другое ограничение: в иллюминатор виден лишь небольшой участок неба. Поэтому необходимо уметь быстро распознать нужную навигационную звезду по цвету и блеску.
Навигационные звёзды наблюдаются штурманом с двумя целями. В первую очередь, чтобы получить линию положения, измерив высоту звезды над горизонтом с помощью секстанта и обработав измерение методами звёздной навигации. Несколько линий положения можно пересечь на карте, чтобы получить сведения о местоположении наблюдателя. Второе типичное использование навигационных звёзд заключается в определении величины поправки компаса путём вычисления азимута звезды и сравнения его с азимутом, измеренным с помощью компаса судна. Существуют и другие цели наблюдения звёзд.
Штурманы обычно выбирают звёзды, используя одну из двух систем именования звёзд: по названию или по обозначению Байера. Все звёзды имеют собственные имена с 1953 года. Обозначения Байера используются с 1603 года и они состоят из греческой буквы, присвоенной звезде, и названия созвездия, в котором находится звезда (см. Список созвездий и их латинское название (родительный падеж)). В данной статье применяются оба способа именования звёзд.
Положение каждой звезды на небесной сфере указывается с помощью экваториальной системы координат, двумя координатами: склонением и прямым восхождением (в астрономии, в навигации применяется звёздное дополнение), которые подобны широте и долготе на поверхности Земли. Чтобы определить склонение {\displaystyle \delta }, земной экватор проецируется на небесную сферу образуя небесный экватор, и склонение измеряется от него в градусах, от 0° до +90° к северу или до -90° к югу (вдоль круга склонения светила). Звёздное дополнение {\displaystyle \tau ^{\star }} —  дуга экватора в диапазоне от 0° до 360°, измеряемая к западу от точки весеннего равноденствия, принятой за начало отсчёта, до круга склонения светила. Обратите внимание, что прямое восхождение какой-либо звезды, используемое астрономами, отсчитывается в противоположную сторону — к востоку, и составляет дугу экватора, равную 360° минус величина звёздного дополнения этой звезды.

Важной характеристикой, представленной в таблицах и в звёздных атласах, является яркость звезды, выраженная в терминах видимой величины. Видимая величина — это логарифмическая шкала яркости, построенная таким образом, чтобы тело одной величины было примерно в 2,512 раз ярче, чем тело другой (следующей) величины. Таким образом, тело с яркостью 1m будет в 2.5125 или в 100 раз ярче, чем тело с яркостью в 6m. Самые тусклые звёзды, которые можно увидеть через пятиметровый наземный телескоп, имеют 20-ю величину, а очень яркие объекты, такие как Солнце и полная Луна, имеют видимые величины −26m,7 и −12m,6 соответственно.

## Таблица
| Описание полей таблицы                             | Описание полей таблицы |
| Название столбца                                   | Описание |
| -------------------------------------------------- | --- |
| №                                                  | Номер, используемый для обозначения звёзд в навигационных таблицах и на звёздных картах.                                                  |
| Название                                           | Общепринятые названия звёзд, используемые в навигационных альманахах и на звёздных картах.                                                |
| Обозначение по Байеру                              | Альтернативные обозначения звёзд, состоящие из греческой буквы, присвоенной звезде, и латинского названия созвездия в родительном падеже. |
| Этимология                                         | Происхождение или смысл названия |
| Звёздное дополнение {\displaystyle \tau ^{\star }} | Угловое расстояние от точки весеннего равноденствия до круга склонения звезды, отсчитываемое к западу.                                    |
| Склонение {\displaystyle \delta }                  | Угловое расстояние от небесного экватора к северу (С) или к югу (Ю).                                                                      |
| Видимая звёздная величина                          | Обозначение яркости звезды. |

Таблица навигационных звёзд устроена следующим образом. В первом столбце указывается идентификационный номер звезды, за которым следует общепринятое название, обозначение по Байеру и этимология. Затем даётся приблизительное положение звезды, подходящее для целей идентификации (склонение и звёздное дополнение), за которым следует видимая величина звезды. В заключительной колонке приводятся ссылки на источники данных: «Американский навигатор для практических нужд» (англ. The American Practical Navigator') и запись звезды в базе данных SIMBAD, проекта Центра астрономических данных в Страсбурге или CDS. Звёзды, используемые для целей навигации в России, обозначены значком .
| №    | Название звезды (рус.)/ (англ.)    | Обозначение по Байеру | Этимология | Звёздное дополнение {\displaystyle \tau ^{\star }} | Склонение {\displaystyle \delta } | Видимая звёздная величина | Примечание               |
| ---- | ---------------------------------- | --------------------- | --- | -------------------------------------------------- | --------------------------------- | ------------------------- | ------------------------ |
| -100 | a                                  | a                     | a | -100                                               | -100                              | -100                      | -100                     |
| 1    | Альферац / Alpheratz               | α Андромеды           | пуп Пегаса | 358°                                               | С 29°                             | 2.06                      | [ 8 ] [ 9 ]              |
| 2    | Анкаа / Ankaa                      | α Феникса             | «птица Феникс» на арабском языке | 354°                                               | Ю 42°                             | 2.37                      | [ 8 ] [ 10 ]             |
| 3    | Шедар / Schedar                    | α Кассиопеи           | грудь Кассиопеи | 350°                                               | С 56°                             | 2.25                      | [ 8 ] [ 11 ]             |
| 4    | Дифда / Diphda                     | β Кита                | вторая лягушка (Фомальгаут был когда-то первой)                                                                                     | 349°                                               | Ю 18°                             | 2.04                      | [ 8 ] [ 12 ]             |
| 5    | Ахернар / Achernar                 | α Эридана             | конец реки Эридан | 336°                                               | Ю 57°                             | 0.46                      | [ 8 ] [ 13 ]             |
| 6    | Хамаль / Hamal                     | α Овна                | взрослый ягненок | 328°                                               | С 23°                             | 2.00                      | [ 8 ] [ 14 ]             |
| 7    | Акамар / Acamar                    | θ Эридана             | конец реки Эридан (другая форма Ахернара)                                                                                           | 316°                                               | Ю 40°                             | 2.9                       | [ 8 ] [ 15 ]             |
| 8    | Менкар / Menkar                    | α Кита                | нос (Кита) | 315°                                               | С 04°                             | 2.5                       | [ 8 ] [ 16 ]             |
| 9    | Мирфак / Mirfak                    | α Персея              | локоть Плеяд | 309°                                               | С 50°                             | 1.79                      | [ 8 ] [ 17 ]             |
| 10   | Альдебаран / Aldebaran             | α Тельца              | последователь (за Плеядами) | 291°                                               | С 16°                             | 0.85 перем                | [ 8 ] [ 18 ]             |
| 11   | Ригель / Rigel                     | β Ориона              | [левая] нога Ориона) | 282°                                               | Ю 08°                             | 0.12                      | [ 8 ] [ 19 ]             |
| 12   | Капелла / Capella                  | α Возничего           | Козочка | 281°                                               | С 46°                             | 0.08                      | [ 8 ] [ 20 ]             |
| 13   | Беллатрикс / Bellatrix             | γ Ориона              | воительница | 279°                                               | С 06°                             | 1.64                      | [ 8 ] [ 21 ]             |
| 14   | Эль-Нат / Elnath                   | β Тельца              | бодающий рог Тельца | 279°                                               | С 29°                             | 1.68                      | [ 8 ] [ 22 ]             |
| 15   | Альнилам / Alnilam                 | ε Ориона              | нитка жемчуга | 276°                                               | Ю 01°                             | 1.70                      | [ 8 ] [ 23 ]             |
| 16   | Бетельгейзе / Betelgeuse           | α Ориона              | подмышка (Ориона) | 271°                                               | С 07°                             | 0.50 перем                | [ 8 ] [ 24 ]             |
| 17   | Канопус / Canopus                  | α Киля                | город в Древнем Египте | 264°                                               | Ю 53°                             | −0.72                     | [ 8 ] [ 25 ]             |
| 18   | Сириус / Sirius                    | α Большого Пса        | яркий, блестящий | 259°                                               | Ю 17°                             | −1.46                     | [ 8 ] [ 26 ]             |
| 19   | Адара / Adhara                     | ε Большого Пса        | девственница | 256°                                               | Ю 29°                             | 1.51                      | [ 8 ] [ 27 ]             |
| 20   | Процион / Procyon                  | α Малого Пса          | перед собакой (т.к. восходит перед «Собачьей звездой», т.е. Сириусом)                                                               | 245°                                               | С 05°                             | 0.38                      | [ 8 ] [ 28 ]             |
| 21   | Поллукс / Pollux                   | β Близнецов           | один из близнецов-Диоскуров, (второй близнец Кастор, α Близнецов)                                                                   | 244°                                               | C 28°                             | 1.15                      | [ 8 ] [ 29 ]             |
| 22   | Авиор / Avior                      | ε Киля                | придуманное в 1930-х годах имя | 234°                                               | Ю 59°                             | 1.86                      | [ 8 ] [ 30 ]             |
| 23   | Сухайль / Suhail                   | λ Парусов             | сокращенная форма Аль- Сухайль, мужское арабское имя                                                                                | 223°                                               | Ю 43°                             | 2.23                      | [ 8 ] [ 31 ]             |
| 24   | Миаплацидус / Miaplacidus          | β Киля                | тихие воды | 222°                                               | Ю 70°                             | 1.70                      | [ 8 ] [ 32 ]             |
| 25   | Альфард / Alphard                  | α Гидры               | одинокая звезда | 218°                                               | Ю 09°                             | 2.00                      | [ 8 ] [ 33 ]             |
| 26   | Регул / Regulus                    | α Льва                | принц | 208°                                               | С 12°                             | 1.35                      | [ 8 ] [ 34 ]             |
| 27   | Дубхе / Dubhe                      | α Большой Медведицы   | спина Большой Медведицы | 194°                                               | С 62°                             | 1.8                       | [ 8 ] [ 35 ]             |
| 28   | Денебола / Denebola                | β Льва                | хвост Льва | 183°                                               | С 15°                             | 2.14                      | [ 8 ] [ 36 ]             |
| 29   | Гиенах / Gienah                    | γ Ворона              | правое крыло Ворона | 176°                                               | Ю 17°                             | 2.59                      | [ 8 ] [ 37 ]             |
| 30   | Акрукс / Acrux                     | α Южного Креста       | составлено из обозначения Байера α и латинского названия созвездия Crux                                                             | 174°                                               | Ю 63°                             | 0.79                      | [ 8 ] [ 38 ]             |
| 31   | Гакрукс / Gacrux                   | γ Южного Креста       | составлено из обозначения Байера γ и латинского названия созвездия Crux                                                             | 172°                                               | Ю 57°                             | 1.63                      | [ 8 ] [ 39 ]             |
| 32   | Алиот / Alioth                     | ε Большой Медведицы   | курдюк | 167°                                               | C 56°                             | 1.76                      | [ 8 ] [ 40 ]             |
| 33   | Спика / Spica                      | α Девы                | колос пшеницы в руках Деметры | 159°                                               | Ю 11°                             | 1.04                      | [ 8 ] [ 41 ]             |
| 34   | Алькаид / Alkaid                   | η Большой Медведицы   | от (ар.) القايد القائد «ал-каид банат наш» — «предводитель плакальщиц»                                                              | 153°                                               | С 49°                             | 1.85                      | [ 8 ] [ 42 ]             |
| 35   | Хадар / Hadar                      | β Центавра            | нога кентавра | 149°                                               | Ю 60°                             | 0.60                      | [ 8 ] [ 43 ]             |
| 36   | Менкент / Menkent                  | θ Центавра            | плечо Центавра | 149°                                               | Ю 36°                             | 2.06                      | [ 8 ] [ 44 ]             |
| 37   | Арктур / Arcturus                  | α Волопаса            | Страж Медведицы | 146°                                               | C 19°                             | −0.05 перем               | [ 8 ] [ 45 ]             |
| 38   | Ригель Кентаурус / Rigil Kentaurus | α Центавра            | нога Центавра | 140°                                               | Ю 61°                             | −0.27                     | [ 8 ] [ 46 ]             |
| 39   | Зубен Эльгенуби / Zubenelgenubi    | α Весов               | южная клешня (Скорпиона) | 138°                                               | Ю 16°                             | 2.75                      | [ 8 ] [ 47 ]             |
| 40   | Кохаб / Kochab                     | β Малой Медведицы     | сокращённая форма от «Полярной звезды», названа так в эпоху, когда она была поляриссимой, т.е. около 1500 г. до н.э. – 300 г. н. э. | 137°                                               | С 74°                             | 2.08                      | [ 8 ] [ 48 ] [ Прим. 4 ] |
| 41   | Альфекка / Alphecca                | α Северной Короны     | яркая [звезда] разорванного [ круга ]                                                                                               | 127°                                               | С 27°                             | 2.24                      | [ 8 ] [ 49 ]             |
| 42   | Антарес / Antares                  | α Скорпиона           | соперник Марса (в цвете) | 113°                                               | Ю 26°                             | 0.96                      | [ 8 ] [ 50 ]             |
| 43   | Атрия / Atria                      | α Южного Треугольника | составлено из обозначения Байера α и латинского названия созвездия [Tri]angulum [A]ustrale                                          | 108°                                               | Ю 69°                             | 1.92                      | [ 8 ] [ 51 ]             |
| 44   | Сабик / Sabik                      | η Змееносца           | второй победитель или завоеватель                                                                                                   | 103°                                               | Ю 16°                             | 2.43                      | [ 8 ] [ 52 ]             |
| 45   | Шаула / Shaula                     | λ Скорпиона           | поднятый [хвост] Скорпиона | 097°                                               | Ю 37°                             | 1.62                      | [ 8 ] [ 53 ]             |
| 46   | Рас Альхаге / Rasalhague           | α Змееносца           | голова заклинателя змеи | 096°                                               | С 13°                             | 2.10                      | [ 8 ] [ 54 ]             |
| 47   | Этамин / Eltanin                   | γ Дракона             | голова дракона | 091°                                               | С 51°                             | 2.23                      | [ 8 ] [ 55 ]             |
| 48   | Каус Аустралис / Kaus Australis    | ε Стрельца            | южная часть лука (Стрельца) | 084°                                               | Ю 34°                             | 1.80                      | [ 8 ] [ 56 ]             |
| 49   | Вега / Vega                        | α Лиры                | атакующий орёл или атакующий гриф                                                                                                   | 081°                                               | С 39°                             | 0.03                      | [ 8 ] [ 57 ]             |
| 50   | Нунки / Nunki                      | σ Стрельца            | созвездие святого города (Эриду) | 076°                                               | Ю 26°                             | 2.06                      | [ 8 ] [ 58 ]             |
| 51   | Альтаир / Altair                   | α Орла                | парящий орёл | 063°                                               | С 09°                             | 0.77                      | [ 8 ] [ 59 ]             |
| 52   | Пеакок / Peacock                   | α Павлина             | транслитерация английского названия созвездия                                                                                       | 054°                                               | Ю 57°                             | 1.91                      | [ 8 ] [ 60 ]             |
| 53   | Денеб / Deneb                      | α Лебедя              | хвост курицы | 050°                                               | С 45°                             | 1.25                      | [ 8 ] [ 61 ]             |
| 54   | Эниф / Enif                        | ε Пегаса              | нос лошади | 034°                                               | С 10°                             | 2.40                      | [ 8 ] [ 62 ]             |
| 55   | Альнаир / Al Na'ir                 | α Журавля             | яркий (хвост южной рыбы) | 028°                                               | Ю 47°                             | 1.74                      | [ 8 ] [ 63 ]             |
| 56   | Фомальгаут / Fomalhaut             | α Южной Рыбы          | рот южной рыбы | 016°                                               | Ю 30°                             | 1.16                      | [ 8 ] [ 64 ]             |
| 57   | Маркаб / Markab                    | α Пегаса              | седло (Пегаса) | 014°                                               | С 15°                             | 2.49                      | [ 8 ] [ 65 ]             |
| *    | Полярная звезда / Polaris          | α Малой Медведицы     | Полярная звезда | 319°                                               | С 89°                             | 2.01 перем                | [ 8 ] [ 66 ]             |

## Звёздные карты
| Объекты на звёздных картах      | Объекты на звёздных картах                                                                                     |
| Объект                          | Описание объекта                                                                                               |
| ------------------------------- | --- |
| ТЕКСТ В ВЕРХНЕМ РЕГИСТРЕ        | Название созвездия.                                                                                            |
| s Звезда величиной 1,5m и ярче  | Звезда величиной 1,5m и ярче. Обозначается своим именем, номером (по Флемстиду) и греческой буквой по Байеру.  |
|                                 | Звезда величиной 1,6m и тусклее. Обозначается своим именем, номером по Флемстиду и греческой буквой по Байеру. |
| звезда величиной 2,6m и ярче    | Табличная звезда величиной 2,6m и ярче. Обозначается греческой буквой по Байеру.                               |
| звезда величиной 2,6m и тусклее | Табличная звезда величиной 2,6m и тусклее. Обозначается греческой буквой по Байеру.                            |
| нетабличная звезда              | Нетабличная звезда, без метки.                                                                                 |
| Пунктирная линия                | Очертание созвездия.                                                                                           |

Штурманы используют звёздные карты, чтобы идентифицировать звезду по её положению относительно других звёзд. Звёздные карты, представленные в «Морском альманахе» и «Американском навигаторе...», представляют собой схемы со звёздами 5 типов, указанных в таблице справа, и охватывающие разные части небесной сферы. Две диаграммы – азимутальные проекции северной и южной полярной области. Ещё две покрывают экваториальную область небесной сферы, от склонения -30° до +30°. Экваториальные карты являются проекциями Меркатора полушарий небесной сферы. Обратите внимание, что в отличие от географических карт, восток находится слева, а запад справа. Таким образом, штурман может удерживать звёздную карту перед собой на фоне неба, и расположение звёзд на карте будет соответствовать виду небосвода.
На звёздных картах созвездия обозначаются прописными буквами, а их очертания обозначаются пунктирными линиями. 58 навигационных звёзд показаны синим цветом и обозначены собственными именами, номером звезды по Флемстиду и греческой буквой по Байеру. Дополнительные 115 табличных звёзд, также используемых для навигации, показаны красным цветом и помечены греческой буквой по Байеру. Некоторые дополнительные звёзды, непригодные для навигации, даны на картах для узнаваемости созвездий, они представлены небольшими безымянными красными точками.

### Звёзды, видимые на экваторе

#### Экваториальные звёзды (часть 1)
Экваториальная область полушария небесной сферы (звёздные дополнения {\displaystyle 180^{\circ }\leq \tau ^{\star }<360^{\circ }}) включает 16 навигационных звёзд, от Альфераца в созвездии Андромеды до Денеболы в созвездии Льва. Она также содержит звёзды из созвездий Кита, Овна, Тельца, Ориона, Большого Пса, Малого Пса, Близнецов и Гидры. Особо следует отметить среди этих звёзд Сириус, самую яркую звезду на небе, и легкоузнаваемое созвездие Орион.
Все подписанные навигационные звёзды, изображённые на карте, являются ссылками на дополнительные сведения

#### Экваториальные звёзды (часть 2)
Экваториальная область полушария небесной сферы (звёздные дополнения {\displaystyle 0^{\circ }\leq \tau ^{\star }<180^{\circ }}) включает 13 навигационных звёзд, от Гиенаха, находящегося на западе в созвездии Ворона до Маркаба, находящегося в Пегасе. Она также содержит звезды из созвездий Девы, Волопаса, Весов, Северной Короны, Скорпиона, Змееносца, Стрельца и Орла. Переменная звезда – Арктур самая яркая звезда в этой группе.
Все подписанные навигационные звёзды, изображённые на карте, являются ссылками на дополнительные сведения

### Северные звёзды
Все подписанные навигационные звёзды, изображённые на карте, являются ссылками на дополнительные сведения
11 северных звёзд, имеющих склонения от +30° до +90°, перечислены по возрастанию величины их прямого восхождения. Начиная от Шедара в созвездии Кассиопеи, список включает звёзды из созвездий Возничего, Большой и Малой Медведицы, Дракона, Лиры и Лебедя. Две самые яркие северные звезды – Вега и Капелла.
На карте склонение отложено вдоль радиуса, от +90° в центре до +30° на внешнем краю. Звёздное дополнение отложено по окружности, начиная с 0° слева на карте, увеличиваясь против часовой стрелки.

### Южные звёзды
Все подписанные навигационные звёзды, изображённые на карте, являются ссылками на дополнительные сведения
18 южных звёзд, имеющих склонения от -30° до -90°, перечислены по возрастанию величины их прямого восхождения.
Начиная с Анкаа в созвездии Феникса, в список входят звёзды из созвездий Эридана, Киля, Южного Креста, Центавра, Весов, Южного Треугольника, Скорпиона, Стрельца, Павлина и Журавля. Самые яркие звёзды на южном небе – Канопус, Альфа Центавра, Ахернар.
На карте склонение отложено вдоль радиуса, от -90° в центре до -30° на внешнем краю. Звёздное дополнение отложено по окружности, начиная с 0° справа на карте, увеличиваясь по часовой стрелке.

## Внешние ссылки
- (англ.) Bowditch, LL.D., Nathaniel. 15: Navigational Astronomy // The American Practical Navigator: An Epitome of Navigation (англ.). — Bethesda, MD: Национальное агентство геопространственной разведки, 2002. — ISBN 0-939837-54-4.
- (англ.) Strasbourg Astronomical Data Center (CDS). SIMBAD. Set of Identifications, Measurements, and Bibliography for Astronomical Data. Strasbourg: University of Strasbourg (2010).
- (англ.) United States Army Research Office. 2010 Nautical Almanac. — Arcata, CA: Paradise Cay Publications, 2009. — С. 28, leaf. — ISBN 0-939837-85-4.
- Wright, Frances; Whitney, Charles Allen. Learn to navigate by the tutorial system developed at Harvard (англ.). — Cambridge, Md: Cornell Maritime Press[англ.], 1992. — ISBN 0-87033-426-3.